# 사이 끄록
사이 끄록(라오어: ไส้กรอก) 또는 사이 끄록 이산(라오어: ไส้กรอกอีสาน)은 라오계 민족이 많이 사는 태국 북동부 이산 지역에서 먹는 사이 꼭과 비슷한 소시지이다. 사이 우아와 재료가 거의 같지만, 카오 니아오(찹쌀밥)가 추가로 들어간다는 점이 다르다.

## 같이 보기
- 냄
- 사이 꼭
- 사이 우아